# Список сокращений в португальском языке
Элизия гласных, а также целых слогов на стыке слов, является устойчивой характеристикой фонетического развития всех романских языков. Однако наиболее ярко эта черта проявляется именно в португальском. Литературный португальский язык имеет целый набор правил для отображения данного типа сокращений на письме. Различаются обязательные и факультативные виды сокращений. Этим он отличается от испанского, где литературный язык имеет лишь два сокращения: al и del. Кроме этого, в обоих языках за рамки литературной нормы выходят ряд современных, а также устаревших устных комбинаций.

## С предлогом "a" —к
- Определённый артикль:
  - a + a(s) = à(s)
- Указательные местоимения:
  - a + a(s) = à(s)
  - a + aquele(s) = àquele(s)
  - a + aquela(s) = àquela(s)
  - a + aquilo = àquilo
- Наречия:
  - a + onde = aonde
  - a + diante = adiante

## Предлог "de" —oт
- Определённый артикль:
  - de + o(s) = do(s)
  - de + a(s) = da(s)
- Неопределённый артикль:
  - de + um(ns) = dum(ns)
  - de + uma(s) = duma(s)
- Личные местоимения: 
  - de + ele(s) = dele(s)
  - de + ela(s) = dela(s)
- Указательные местоимения:
  - de + o(s) = do(s)
  - de + a(s) = da(s)
  - de + este(s) = deste(s)
  - de + esta(s) = desta(s)
  - de + esse(s) = desse(s)
  - de + essa(s) = dessa(s)
  - de + aquele(s) = daquele(s)
  - de + aquela(s) = daquela(s)
  - de + isto = disto
  - de + isso = disso
  - de + aquilo = daquilo
- Наречия:
  - de + aqui = daqui
  - de + aí = daí
  - de + ali = dali
  - de + acolá = dacolá
  - de + onde = donde
- Неопределённо-личные местоимения:
  - de + outro(s) = doutro(s)
  - de + outra(s) = doutra(s)
  - de + outrem = doutrem

## Предлог "em" —в
- Определённый артикль:
  - em + o(s) = no(s)
  - em + a(s) = na(s)

- Неопределённый артикль:
  - em + um(ns) = num(ns)
  - em + uma(s) = numa(s)

- Личные местоимения:
  - em + ele(s) = nele(s)
  - em + ela(s) = nela(s)

- Указательные местоимения:
  - em + o(s) = no(s)
  - em + a(s) = na(s)
  - em + esse(s) = nesse(s)
  - em + essa(s) = nessa(s)
  - em + este(s)= neste(s)
  - em + esta(s) = nesta(s)
  - em + aquele(s) = naquele(s)
  - em + aquela(s) = naquela(s)
  - em + isto = nisto
  - em + isso = nisso
  - em + aquilo = naquilo

- Неопределённые местоимения:
  - em + outro(s) = noutro(s)
  - em + outra(s) = noutra(s)
  - em + outrem = noutrem

## Предлог "para" —для (того чтобы)

### Литературные
- Определённый артикль или местоимение:
  - para + o(s) = prò(s)  (Порт.) ou pro(s) (Браз.)
  - para + a(s) = prà(s)  (Порт.) ou pra(s) (Браз.)

### Нелитературные
- Неопределённый артикль
  - para + um = prum[2]
  - para + uma = pruma

## Предлог "per" —пo
- Определённый артикль или местоимение:
  - per + o(s) = pelo(s)
  - per + a(s) = pela(s)

## Предлог "por" —ради
- Определённый артикль или местоимение: 
  - por + o(s) = pelo(s)
  - por + a(s) = pela(s)

## Слияние предлогов
- de + entre = dentre[3]

## Между местоимениями
- Слияние двух местоимений:
  - outro(s) + aquele = aqueloutro(s)
  - outra(s) + aquela = aqueloutra(s)
  - outro(s) + esse = essoutro(s)
  - outra(s) + essa = essoutra(s)
  - outro(s) + este = estoutro(s)
  - outra(s) + esta = estoutra(s)

## Прочие
não + é? = né? [не так ли]
`tá = está ([он/она/оно] есть)
`tou = estou
`tamos = estamos
`tão = estão
'vambora = vamos embora (пошли!, начали! и. т. п.)
'`bora = vamos embora (то же)
p`ra, pa = para (для)
`cê = você (ты)
home = homem (человек)
vô = vou (я буду)
portuga, tuga = português (общее обозначение для португальцев и языка)
para + o = pro -дальнейшее стяжение-> po
para + a = pra -> pa
para + os = pros -> pos
para + as = pras -> pas
В некоторых диалектах que (то, это) сокращается до «q»:
que + a = q’a
que + o = q’o
que + ela = q’ela (это она)
que + ele = q’ele (это он)
que + é = q'é (это есть)
que + foi = q’foi (это было)